# Escuredo (Quintana del Castillo)
Escuredo es una villa española, perteneciente al municipio de Quintana del Castillo, en la provincia de León y la comarca de La Cepeda, en la comunidad autónoma de Castilla y León. Situado cerca del arroyo del Escandal, afluente del arroyo Valeo, y este del arroyo de Riofrío, que a su vez es afluente del arroyo de Barbadiel que desemboca en el río Órbigo. Se accede a través de la carretera LE-451.
La iglesia está dedicada a san Jorge.
Confina con las siguientes localidades:
- Al norte con Valdesamario.
- Al noreste con La Utrera.
- Al este con San Martín de la Falamosa y Las Omañas.
- Al sur con Ferreras y Morriondo.
- Al oeste con San Feliz de las Lavanderas.

## Demografía
Evolución de la población
| Gráfica de evolución demográfica de Escuredo entre 2000 y 2017     |
|                                                                    |
| Población de derecho (2000-2017) según el padrón municipal del INE |

## Historia
Así se describe a Escuredo en el tomo VII del Diccionario geográfico-estadístico-histórico de España y sus posesiones de Ultramar, obra impulsada por Pascual Madoz a mediados del siglo XIX:

Lugar en la provincia de León, partido judicial de Astorga, diócesis vere nullius, audiencia territorial y capitanía general, ayuntamiento de Sueros. Situado en llano; su clima es frío, pero sano. Tiene unas 17 casas; iglesia anejo de San Félix de las Labanderas; y buenas aguas potables. Confina N Valdesamario; E San Román de los Caballeros; S Riofrío, y O San Félix de las Lavanderas. El terreno es pedregoso, y de secano la mayor parte. Los caminos locales. Producciones: centeno, patatas y yerbas; cría ganado va-cuno y lanar, y alguna caza. Industria: carboneo y corte de maderas de roble que llevan al mercado de Astorga. Población: 17 vecinos, 62 almas. Contribución: con el ayuntamiento.
Diccionario geográfico-estadístico-histórico de España y sus posesiones de Ultramar